# Hakhámanis
Hakhámanis (𐏃𐎧𐎠𐎶𐎴𐎡𐏁; óperzsa nyelven: Ha-xa-a-ma-na-i-ša; normalizált alakban Haxāmaniš; ismert hellenizált nevén Akhaimenész) i. e. 7. századi perzsa uralkodó, az Akhaimenida-dinasztia megalapítója, aki egyesítette az addig szétszórtan élő perzsa törzseket és ezzel megteremtette a perzsa állam alapjait. Ekkor kezdődött el a perzsák felemelkedése, az asszírok meggyengülése idején.  

## Élete
Elméletek szerint Akhaimenész valószínűleg csak Parszumasban, a Méd Birodalom vazallus államában uralkodott, sok történész szerint i. e. 681-ben hadjáratot indított Szín-ahhé-eríba ellen. Egykorú forrás nem emlékszik meg róla. Legkorábbi említése I. Dareiosz behisztuni feliratán olvasható, ahol első ismert őseként sorolja fel. Az óperzsa név és a görög történetírók műveiből ismert Akhaimenész azonosítása miatt a jóval későbbi görög források bizonytalan hitelű információi vonatkoznak rá.
Egyes források értelmezése szerint i. e. 605-ben legyőzte Babilont.
Fia Csaispis (Caišpiš, azaz Teiszpész), II. Kurus (Kuruš, azaz Kürosz) és I. Dárajavaus (Dārayavauš, azaz Dareiosz) őse. 